# Asta Olivia Nordenhof
Asta Olivia Nørgaard Sanvig Nordenhof (født 1988 i København) er en dansk forfatter, uddannet fra Forfatterskolen i 2011.
Hun debuterede med bogen Et ansigt til Emily, som hun i 2011 også modtog Bodil og Jørgen Munch-Christensens debutantpris for. I 2013 blev hun tildelt Montanas Litteraturpris  for digtsamlingen det nemme og det ensomme og bloggen jegheddermitnavnmedversaler.blogspot.com .
Fra 2015 til 2022 var hun lærer på Forfatterskolen.

## Udgivelser
- Et ansigt til Emily, Basilisk, 2011 (Prosa)
- det nemme og det ensomme, Basilisk, 2013 (Digte)
- Scandinavian Star. Del 1. Penge på lommen, Basilisk, 2020 (Roman), nomineret til Nordisk Råds litteraturpris 2021
- Scandinavian Star. Del 2. Djævlebogen, Gads Forlag, 2023

## Udmærkelser
- Montanas Litteraturpris, 2013
- Albert Dams mindelegat, 2014
- Klaus Rifbjergs debutantpris, 2014
- F.P. Jacs mindelegat, 2015
- Morten Nielsens Mindelegat, 2017
- Skulderklaplegatet, 2019
- PO Enquists pris, 2020